# Defensa escandinava
|       |       |       |       |       |       |       |       |       |  |
|       | a8 rd | b8 nd | c8 bd | d8 qd | e8 kd | f8 bd | g8 nd | h8 rd |  |
| a7 pd | b7 pd | c7 pd | d7    | e7 pd | f7 pd | g7 pd | h7 pd |       |  |
| a6    | b6    | c6    | d6    | e6    | f6    | g6    | h6    |       |  |
| a5    | b5    | c5    | d5 pd | e5    | f5    | g5    | h5    |       |  |
| a4    | b4    | c4    | d4    | e4 pl | f4    | g4    | h4    |       |  |
| a3    | b3    | c3    | d3    | e3    | f3    | g3    | h3    |       |  |
| a2 pl | b2 pl | c2 pl | d2 pl | e2    | f2 pl | g2 pl | h2 pl |       |  |
| a1 rl | b1 nl | c1 bl | d1 ql | e1 kl | f1 bl | g1 nl | h1 rl |       |  |
|       |       |       |       |       |       |       |       |       |  |

Defensa escandinava

La Defensa escandinava es una apertura de ajedrez semiabierta. Se caracteriza por los movimientos (en notación algebraica):
1.e4 d5
La primera partida registrada con estos movimientos es la jugada entre Francesc de Castellví y Vinyoles Narcís en Valencia en el año 1475, partida que podría ser la primera partida de ajedrez moderno registrada. La defensa es mencionada por Lucena en 1497.
La popularidad de la defensa se basa en que las negras pretenden jugar una estructura de peones como en la Caro-Kann ...Af5 con una disposición de piezas más agresivas.

## La variante Exd5
La jugada principal en la posición de partida es:
2.exd5
Tratando de ganar un tiempo atacando a la dama si esta captura. El negro tiene dos grandes continuaciones : 2 ... Dxd5 y 2 ... Cf6 (Variante Marshall). Es posible la jugada 2 ... c6 jugada por Blackburne, pero no es habitual.
Después de 2 ... Dxd5 , la jugada principal es 3.Cc3. Contra ella, las negras tiene varias opciones. 
- 3 ... Da5 se considera la línea "clásica" y actualmente es la opción más popular.
- 3 ... Dd6  ha ganado popularidad desde finales de 1990, después de haber sido jugada por grandes maestros como Sergei Tiviakov , David Bronstein y Bojan Kurajica.
- 3 ... Dd8 (la Variante Valenciana), es la jugada original, base de la defensa, pero actualmente no se juega mucho.
- 3 ... De5 + (la Variante Patzer), que trata de alcanzar posiciones parecidas a las que se consiguen con 3 ... Da5.
- 3 ... De6 + (la Variante Mieses-Kotrc), con idea de, tras 4.Ae2, jugar 4 ... Dg6 atacando el peón g2. Esta variante es considerada muy débil.

### La variante 3...Da5
La variante principal transcurre tras 3.Cc3 Da5. Parte de la popularidad de esta defensa se debe a que Anand usó esta línea convincentemente en su encuentro con Kasparov por el campeonato del mundo. La idea de las negras es llegar a la siguiente posición o tabiya:
1.e4 d5 2.exd5 Dxd5 3.Cc3 Da5 4.d4 Cf6 5.Cf3 c6 jugada de espera flexible que aunque facilita la idea estratégica más importante que tienen  a su disposición las blancas, d4-d5, a su vez evita problemas con la dama negra, que ha desplazado a la anterior 5...Af5 como jugada principal. Aquí lo más habitual es 6.Ac4 Af5, que lleva a la segunda tabiya más importante de la variante: 7.Ad2 e6 8.De2 Ab4 9.Ce5! Cbd7 10.O-O-O.
Por supuesto la variante ni el orden de las jugadas es obligatorio, y las numerosas desviaciones dan lugar a numerosas variantes imposibles de enumerar todas en este artículo. Así:
- 1.e4 d5 2.exd5 Dxd5 3.Cc3 Da5 4.d4 Cf6 5.Cf3 Ag4 favorece la causa blanca por 6.h3! Ah5 7.g4 Ag6 8.Ce5
- 1.e4 d5 2.exd5 Dxd5 3.Cc3 Da5 4.d4 Cf6 5.Cf3 Af5 6.Ce5 c6 7.g4
- Si las blancas demoran d4: 1.e4 d5 2.exd5 Dxd5 3.Cc3 Da5 4.Cf3 Cf6 5.Ac4 c6 6.0-0 permiten Ag4! llegando a una posición de la Caro-Kann en la que las blancas están peor.
- 1.e4 d5 2.exd5 Dxd5 3.Cc3 Da5 4.b4 es el dudoso gambito Mieses-Kotrc
- 1.e4 d5 2.exd5 Dxd5 3.Cc3 Da5 4.d4 e5 es dudoso por 5.Cf3
- Las blancas consiguen su configuración más agresiva según Soltis[3] con: 1.e4 d5 2.exd5 Dxd5 3.Cc3 Da5 4.d4 Cf6 5.Ac4 c6 6.Ad2 Af5 7.De2! y propone que si las blancas retrasan Cf3 entonces 5...Ag4 funciona mejor
- Otra variante muy agresiva para las blancas tiene la siguiente secuencia: 1.e4 d5 2.exd5 Dxd5 3.Cc3 Da5 4.d4 Cf6 5.Cf3 c6 6.Ac4 Af5 7.Ce5 e6 8.g4 Ag6 9.h4

### La variante 3...Dd6
Esta variante ha recibido varios nombres pero ninguno tiene el consenso de la comunidad ajedrecística. La variante principal sigue así: 4.d4 Cf6 5.Cf3 y aquí se juegan tres variantes principales:
- 5...a6: fue la principal variante principal cuando se gestó la variante. La idea era impedir el jaque de caballo y a su vez preparar b5 con idea de sacar el alfil por b6, o bien preparar el enroque largo tras Ag4. Esta jugada fue usada por Bronstein. La línea principal de la variante sigue: 6.g3, esta jugada ha desplazado la variante de las preferencias de muchos ajedrecistas: hace Ab7 menos interesante y prepara Af4. 6...Ag4 7.Ag2 Cc6 8.0-0 0-0-0 9.d5
- 5...g6
- 5...c6 es la preferencia de Tiviakov

## La variante 2...Cf6
La idea es retrasar la captura el peón d5 evitando la pérdida de tiempo en la que incurre el negro con ... Dxd5 3.Cc3. Ahora las blancas tienen varias posibilidades:
- 3.d4
- 3.c4
- 3.Ab5+
- 3.Cc3

### La variante  3.d4
Tras 3...Cxd5 4.c4 las principales variantes principales son:
- 4 ... Cb6
- 4 ... Cf6
- 4 ... Cb4 ?! es la variante Kiel, muy  especulativa. Las negras confía en que se produzca la siguiente secuencia de jugadas:  5.Da4 + C8c6 6.d5? b5! con un buen juego. Sin embargo, las blancas consiguen una gran ventaja después de 5.a3 N4c6 6.d5 Ce5 7.Cf3 (o 7.f4 Cg6 8.Ad3 e5 9.De2 ) o 5.Qa4 + N8c6 6.a3!

Pero las negras también tiene a su disposición 3...Ag4 que es conocida con el nombre de variante portuguesa y que agudiza el juego notablemente. Veamos:  4.f3 Af5 5.Ab5 + Cbd7 6.c4 y aquí:
- 6...e6 7.dxe6 Axe6 8.d5 Af5 9.Cc3 Ad6 10.g4
- 6...a6 7.Axd7+ Dxd7 8.Ce2 b5!?

Los peones suelen ser compensados por la actividad y el desarrollo. Sin embargo, las blancas no tienen necesidad de jugar arriesgadamente: 4.Ae2 o 4.Cf3 son sólidas opciones.

### La variante  3.Ab5+
Esta jugada tiene fama de ser muy molesta, sobre todo si las negras tienen la intención de recuperar el peón de d5. A menudo las negras tendrán que entregar material para hacerse con la iniciativa. Veamos:
- 3...Ad7. Aquí se suele jugar dos variantes: una devolviendo el material: 4.Ae2 con idea de señalar la mala posición del alfil en d7 4...Cd5 5.d4, y 4.Ac4: aquí las negras tienen que decidir entre 4...Ag4 tratando de revertir a una variante portuguesa o la jugada de Bronstein 4...b5!? que complica nuevamente la posición.
- 3...Cd7 es menos habitual. Las negras sacrifican sin más el peón.

### La variante  3.c4
Aquí si 3...c6, lo mejor que pueden hacer las blancas e transponer a la variante Panov de la defensa Caro-Kann con 4.d4. La jugada dxc6 es muy arriesgada. Pero las negras tienen otra posibilidad.: 3...e6 es el gambito islandés. Las blancas pueden conservar su peón de más y deben concederles a las negras una posición constreñida para evitar que las negras consigan ventaja:
4 dxe6 las blancas aceptan el gambito pues 4.d4 transpone a la variante del cambio de la defensa francesa.  4...Axe6 5.Cf3! y tras 5...Cc6 6.Ae2 Ac5 7.0-0 Dd7 8.d3.